# Лонаконинг (Мериленд)
Лонаконинг (енгл. Lonaconing) град је у америчкој савезној држави Мериленд.

## Демографија
По попису из 2010. године број становника је 1.214, што је 9 (0,7%) становника више него 2000. године.
| Група             | 2000.         | 2010.         |
| Белци             | 1.184 (98,3%) | 1.185 (97,6%) |
| Афроамериканци    | 8 (0,7%)      | 4 (0,3%)      |
| Азијати           | 0 (0,0%)      | 2 (0,2%)      |
| Хиспаноамериканци | 6 (0,5%)      | 6 (0,5%)      |
| Укупно            | 1.205         | 1.214         |